# Sylvius Traugott Moritz von Frankenberg und Proschlitz
Sylvius Traugott Moritz von Frankenberg und Proschlitz (geb. 17. August 1769 in Schreibersdorf (Schlesien); gest. 19. April 1848) war ein preußischer Landrat.

## Leben

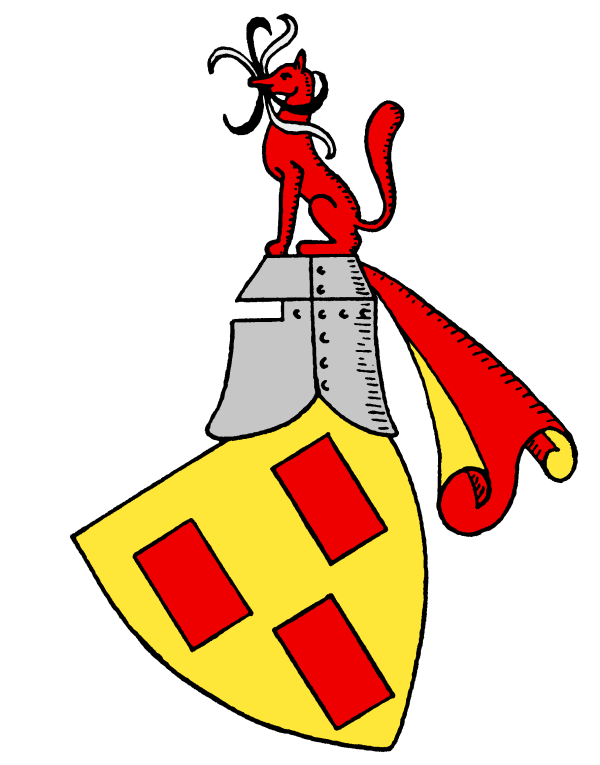
Stammwappen derer von Frankenberg

Sylvius Traugott Moritz von Frankenberg und Proschlitz war Angehöriger des schlesischen Uradelsgeschlechts Frankenberg und Proschlitz. Er war ein Sohn von Joachim Sigmund Sylvius von Frankenberg und Proschlitz (1727–1785), Erbherr auf Schreibersdorf und dessen Ehefrau Johanna Friederike (1742–1807), geb. von Teichmann und Logischen. Nach Besuch eines Gymnasiums und abgelegten Abitur immatrikulierte er sich am 6. Mai 1790 an der Universität Halle für ein Studium der Rechte. Nach Endes des Studiums widmete er sich der Landwirtschaft, wurde Erbherr auf Nieder Wiesenthal und Golkowe (beide Kreis Militsch), Boguslawitz (Kreis Groß Wartenberg) und Schreibersdorf und fungierte als Marschkommissar und Kreisdeputierter. Am 3. November 1801 wurde er mittels Ordre zum Nachfolger von Gottlob Sylvius Wilhelm von Koschembahr als neuem Landrat des Kreises Militsch ernannt. Das Amt übte er bis 1818 aus.

## Familie
Sylvius Traugott Moritz von Frankenberg und Proschlitz heiratete am 25. Juli 1797 in erster Ehe Auguste Gottliebe Sophie (1776–1805), geb. von Poser und Groß-Naedlitz aus dem Hause Peuke. Die Kinder aus dieser Ehe waren:
- Rudolf August Johann Sylvius (1798–1875)
- Emilie Sophie Wilhelmine (1799–1860)
- Hermann (1800–1873)
- Julius Leopold Gottlieb (1803–1876)

In zweiter Ehe vermählte er sich am 3. Oktober 1809 mit Erdmute Karoline Dorothea (1781–1819), geb. von Teichmann und Logischen. Aus dieser Ehe gingen zwei Töchter hervor:
- Blanka Jenny Adele (1814–1880)
- Emma Viktoria (1816–1868)